# Palicourea padifolia
Palicourea padifolia là một loài thực vật có hoa trong họ Thiến thảo. Loài này được (Willd. ex Schult.) C.M.Taylor & Lorence mô tả khoa học đầu tiên năm 1985.